# Paramelitidae
Paramelitidae (лат.) — семейство ракообразных из отряда бокоплавов (Crangonyctoidea, Gammarida). Пресноводные, пещерные, наземные обитатели Австралии и Южной Африки.

## Описание
Тело латерально сжатое. Глаза хорошо развиты или отсутствуют, если присутствуют, то круглые, яйцевидные или почковидные. Кальцеоли антенн 1—2 крангониктоидные (тип 9). Антенна 1 равна или длиннее антенны 2; стебельчатый членик 1 равен или длиннее членика 2; членик 2 длиннее членика 3; членик 3 короче членика 1; стебельчатые членики 1—2 неколенчатые; вспомогательный жгутик короткий.

## Классификация
Включает 16 родов и около 70 видов.
- Antipodeus Williams & Barnard, 1988[5]
- Aquadulcaris Stewart & Griffiths, 1995[6]
- Austrocrangonyx Barnard & Barnard, 1983[7]
- Austrogammarus Barnard & Karaman, 1983
- Chydaekata Bradbury, 2000
- Hurleya Straskraba, 1966
- Kruptus Finston, Johnson & Knott, 2008[8]
- Maarrka Finston, Johnson, Eberhard, Cocking, McRae, Halse & Knott, 2011[9]
- Mathamelita Stewart & Griffiths, 1995[6]
- Molina Bradbury, 2000[10]
- Paramelita Schellenberg, 1926
- Pilbarus Bradbury & Williams, 1997[11]
- Protocrangonyx Nicholls, 1927
- Totgammarus Bradbury & Williams, 1995[12]
- Toulrabia Barnard & Williams, 1995[13]
- Uroctena Nicholls, 1926